# مهدی‌آباد (بخش مرکزی جیرفت)
مهدی‌آباد روستایی در دهستان هلیل بخش مرکزی شهرستان جیرفت استان کرمان ایران است.

## جمعیت
بر پایه سرشماری عمومی نفوس و مسکن در سال ۱۳۹۵ جمعیت این روستا ۹۷ نفر (۴۰خانوار) بوده‌است.